# 奧斯特倫 (加利福尼亞州)
奧斯特倫（英語：Ostrom）是位於美國加利福尼亞州尤巴縣的一個非建制地區。該地的面積和人口皆未知。

## 地理
奧斯特倫的座標為39°04′10″N 121°30′42″W / 39.06944°N 121.51167°W，而該地的平均海拔高度為21米（即69英尺）。